# Wabasso (Minnesota)
Pour les articles homonymes, voir Wabasso.
Wabasso est une ville américaine située dans le Comté de Redwood, dans le Minnesota. Selon le recensement de 2010, sa population est de 696 habitants.

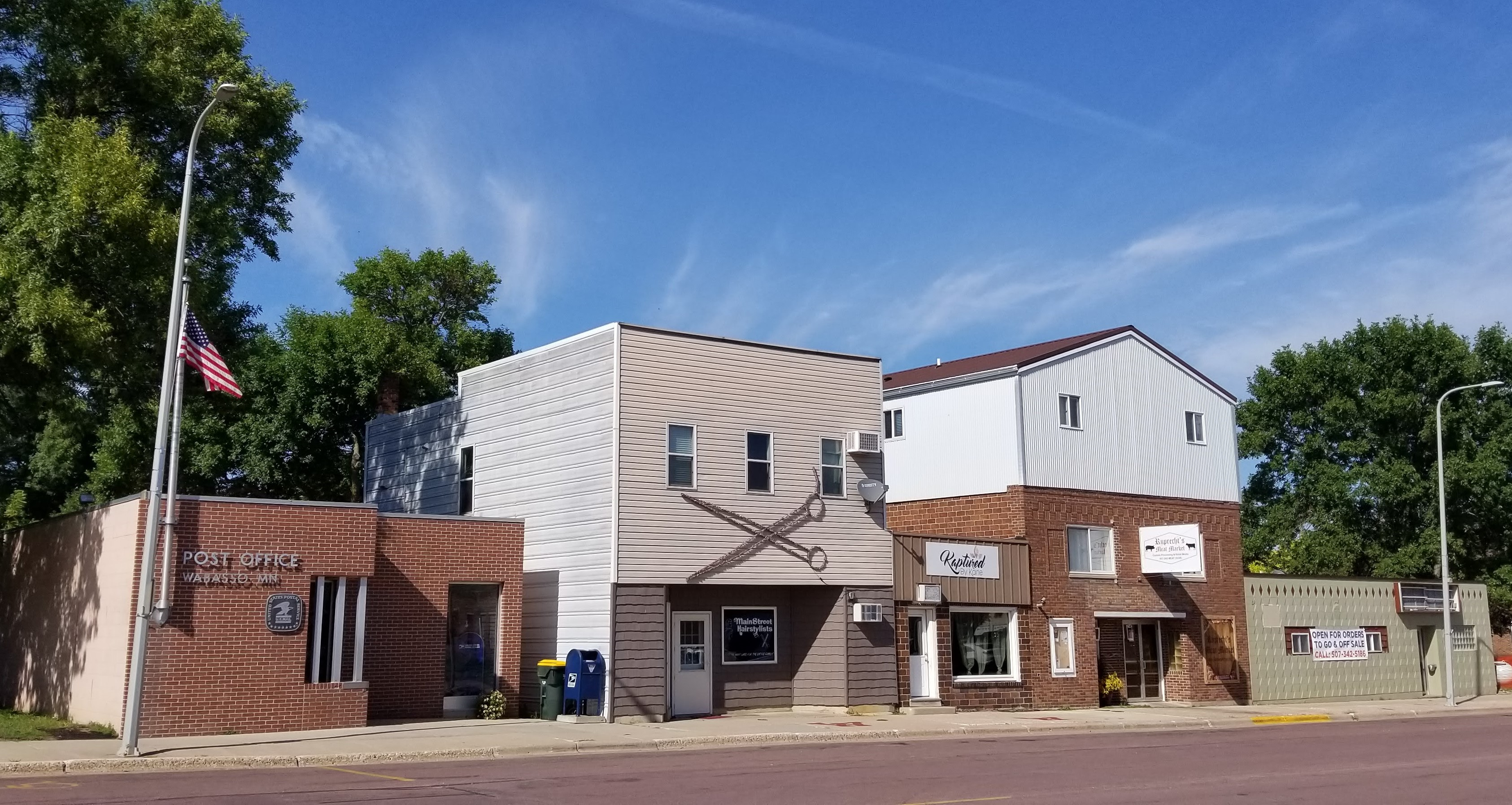
Bâtiments sur la rue Main de Wabasso